# Buwełno (osada)
Buwełno (dawniej niem. Buwelno, 1938–1945 Vorwerk Ublick) – osada w Polsce położona w województwie warmińsko-mazurskim, w powiecie piskim, w gminie Orzysz. 
Osada położona nad jeziorem tej samej nazwy.
W latach 1975–1998 miejscowość administracyjnie należała do województwa suwalskiego.